# Ferrovia Ferrara-Modena
La ferrovia Ferrara-Modena era una ferrovia in concessione, oggi dismessa, adibita al trasporto passeggeri e merci che collegava le città emiliane di Ferrara e Modena. Era gestita dalla Società Veneta.

## Storia
Una linea ferroviaria che collegasse Ferrara a Modena passando per la cittadina di Cento era già allo studio nella metà degli anni Ottanta del XIX secolo, tuttavia le discussioni relative al tracciato ne procrastinarono l'esecuzione.
La costruzione e l'esercizio fu affidato alla Società Veneta che avviò i lavori agli inizi del XX secolo. La società costruì la stazione di Porotto sulla Suzzara-Ferrara nel 1902 e inaugurò il tronco Porotto-Cento il 16 luglio 1909.
Nonostante l'intenzione della Veneta fosse quello di collegare Cento a Modena, l'11 aprile 1911 fu aperta la tratta tra Cento e Decima, comprendente la futura diramazione per San Giovanni in Persiceto, la quale consentì il collegamento verso Bologna. Solo il 16 agosto 1916 fu raggiunta Modena, con l'apertura del tronco proveniente da Decima.
Nel 1938 la Veneta iniziò ad impiegare le automotrici serie ADn 500 a trazione Diesel.
I bombardamenti della seconda guerra mondiale provocarono la distruzione di numerose strutture e del ponte di Bagazzano sul Panaro e la sottrazione di quasi tutto il parco rotabile. Dopo la guerra, la diramazione Decima-San Giovanni in Persiceto non fu ripristinata, mentre le corse sul tratto Ferrara-Modena ripresero agli inizi del 1946.
In collaborazione con le Ferrovie Padane, si tentò la costituzione di viaggi diretti tra Modena e Codigoro, ma senza successo.
L'esercizio della linea fu sospeso nella primavera del 1956, mentre il decreto per la soppressione fu emanato il 20 luglio dello stesso anno, assieme a quello della ferrovia Ferrara-Copparo. La struttura fu disarmata nei mesi successivi.

## Percorso
| Unknown route-map component "exCONTg" |

| Unknown route-map component "CONTgq" | Unknown route-map component "xABZg+r" |  |

| Station on track |

| Unknown route-map component "hKRZWae" |

|  | Unknown route-map component "ABZgl" | Unknown route-map component "CONTfq" |

| Unknown route-map component "SKRZ-Au" |

| Unknown route-map component "eHST" |

| Unknown route-map component "eBHF" |

| Unknown route-map component "CONTgq" | Unknown route-map component "xABZgr" |  |

| Unknown route-map component "exBHF" |

| Unknown route-map component "exBHF" |

| Unknown route-map component "exBHF" |

| Unknown route-map component "exBHF" |

| Unknown route-map component "exWBRÜCKE1" |

| Unknown route-map component "exBHF" |

| Unknown route-map component "exBHF" |

| Unknown route-map component "exBHF" |

| Unknown route-map component "exHST" |

| Unknown route-map component "exBHF" |

| Unknown route-map component "exWBRÜCKE1" |

| Unknown route-map component "d" |  | Unknown route-map component "exABZgl" | Unknown route-map component "exdLSTRq" | Unknown route-map component "exLSTR+r" |

| Unknown route-map component "b" | Unknown route-map component "xABZg+l" | Unknown route-map component "dLSTRq" | Unknown route-map component "eABZql" | Unknown route-map component "dCONTfq" |

| Station on track |

| Unknown route-map component "CONTgq" | Unknown route-map component "xABZgr" |  |

| Unknown route-map component "exBHF" |

| Unknown route-map component "exHST" |

| Unknown route-map component "exBHF" |

| Unknown route-map component "exHST" |

| Unknown route-map component "exhKRZWae" |

|  | Unknown route-map component "xABZg+l" | Unknown route-map component "CONTfq" |

| Unknown route-map component "exCONTgq" | Unknown route-map component "xABZq+lxr" | Unknown route-map component "KRZu" | Unknown route-map component "CONTfq" |  |

| One way leftward | Unknown route-map component "ABZg+r" |  |

| Station on track |

| Unknown route-map component "CONTgq" | Unknown route-map component "ABZlr" | Unknown route-map component "CONTfq" |

| Unknown route-map component "exCONTg" |

| Unknown route-map component "exBHF" |

| Unknown route-map component "exCONTgq" | Unknown route-map component "exABZgr" |  |

| Unknown route-map component "exHST" |

| Unknown route-map component "exHST" |

| Unknown route-map component "CONTgq" | Unknown route-map component "xABZg+r" |  |

| Station on track |

| Continuation forward |

### Esplicative
1. ↑  Parte della linea Suzzara-Ferrara.

### Bibliografiche
1. ↑  Muratori (1988), p. 98.
2. ↑   Prospetto cronologico dei tratti di ferrovia aperti all'esercizio dal 1839 al 31 dicembre 1926, su trenidicarta.it. URL consultato il 28 luglio 2008.